# Guadalcanalwaaierstaart
De guadalcanalwaaierstaart (Rhipidura ocularis)  is een zangvogel uit de familie Rhipiduridae (waaierstaarten). De vogel werd in juli 1927 door R.H. Beck en F.P. Drowne verzameld en in 1931 geldig beschreven door de Duits/Amerikaanse vogelkundige Ernst Mayr als ondersoort van de bergwaaierstaart (R. drownei).

## Herkening
De vogel is ongeveer 14 cm lang en lijkt sterk op de bougainvillewaaierstaart (oude naam bergwaaierstaart). Van boven is de vogel grijsbruin. De borst is lichtgrijs met zwarte streepjes en de buik is licht okerkleurig. Kenmerkend zijn een witte wenkbrauwstreep en een witte keel. De vleugels zijn egaal grijsbruin.

## Verspreiding en leefgebied
Deze soort is endemisch op het eiland Guadalcanal in de Salomonseilanden. De leefgebieden liggen in de montane tropische bossen in het midden van het eiland.

## Status
De grootte van de populatie is niet gekwantificeerd maar de soort wordt omschreven als algemeen tot zeer talrijk in zijn kleine verspreidingsgebied. Op de Rode lijst van de IUCN heeft deze soort de status niet bedreigd.